# Miguel de Viñas
Miguel de Viñas (Martorell, 30 de noviembre de 1642 - Santiago de Chile, 14 de abril de 1718) fue un jesuita, escritor y filósofo español. 

## Biografía
Nació en Martorell, Cataluña (España), en 1642. El 16 de marzo de 1661, a los 18 años, pidió su ingreso a la Compañía de Jesús, donde también inició sus estudios de filosofía. Al amparo de la orden jesuita, Viñas se vería conminado a venir a la América hispana:

[Miguel de Viñas] en marzo de 1661 había ingresado como estudiante de la Compañía en Tarragona, y ya al año siguiente habría sido designado para viajar a Indias, hacia donde embarca en abril de 1663 en la expedición que hacia Chile condujo el procurador padre Lorenzo de Arrizabalo. Permaneció en Perú concluyendo sus estudios en el Colegio de San Pablo hasta 1680.
Víctor Rondón

En 1671, fue ordenado presbítero en Lima, y en 1680, fue destinado a Chile. De 1682 a 1694 fue rector del convictorio San Francisco Javier, donde lo volverían catedrático de teología. Su escalada en el escalafón clerical fue aumentando con los años:

En 1688 ostentaba el cargo de Rector del Colegio Máximo y, junto al padre Nicolás de Lillo, le correspondió representar a la Compañía en el Sínodo del obispo Carrasco. La Carta pastoral que lo convocaba es del miércoles 14 de enero de 1688 comenzando sus sesiones, realizadas en el Palacio Episcopal, el domingo 18. Sólo un par de semanas debió tomar el evento pues, al parecer, concluyo ese mismo mes. Luego de conocido y sancionado por la Real Audiencia local, cuyas sugerencias el obispo rechazó, se hicieron públicas sus constituciones el domingo 2 de mayo de ese mismo año.
Víctor Rondón

Emblema de la Compañía de Jesús.

En 1692, el Padre Gonzalo Ferreyra celebró en la Universidad Pontificia Colegio Máximo de San Miguel la primera congregación provincial, y en ella Viñas fue electo como procurador para Roma y Madrid. Y no se detendría allí:

[al poco tiempo sería] elegido como compañero del P. Bernardo de la Barra para ir de procurador a Roma y Madrid por la Congregación Provincial de Chile el 14 de marzo de 1692, partió ese mismo año con su compañero, que no pudo embarcarse en Buenos Aires y así cayó sobre sus hombros todo el peso de la misión.
Walter Hanisch

La tarea evangelizadora encomendada a Viñas traía consigo una complejidad mayúscula:

[A Viñas y de la Barra] les formulan la tarea fundamental: traer un numeroso contingente misionero, que idealmente alcanzara al número de treinta, entre sacerdotes, estudiantes y hermanos coadjutores. Los jesuitas chilenos demuestran estar muy concientes de la dificultad de que estos provengan de España, por lo que precisan que la mayor parte hay que tratar de enrolarlos en las ‘provincias extranjeras'.
Víctor Roncón

Ya en Europa, se dirigió primero a Roma y luego a Génova. Su tiempo en el Viejo Continente guardaba, principalmente, motivos burocráticos:

mucho lo demoraron los asuntos del Consejo de Indias, que todo lo autorizaba en América. Llevaba peticiones de misiones en Arauco y entre los puelches y poyas, de la apertura del Colegio de caciques en Chillán y de otros negocios.
Walter Hanisch

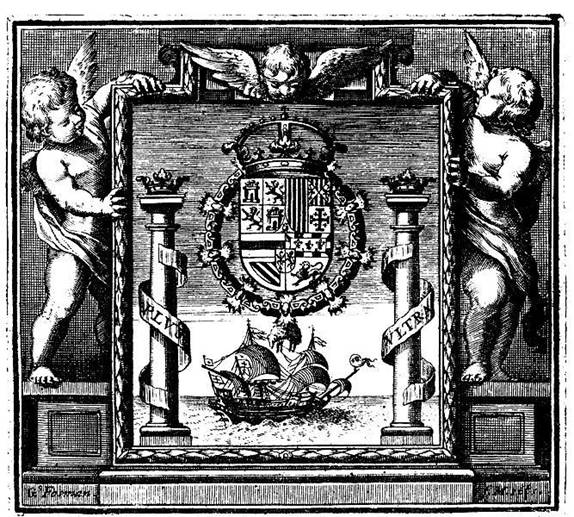
Emblema Real del Consejo de Indias.

A tal grado su tiempo estaba demando que en 1696, habiendo recibido la orden de acudir a la Congregación General de la Compañía de Jesús, este no pudo apersonarse por falta de salud a causa de los viajes, la falta de recursos, los negocios demorosos en el Consejo de Indias, y la necesidad de no retrasar más su regreso a Chile. El 19 de abril de 1698 logra dar término a sus obligaciones en Europa, embarcándose en Cádiz con 33 compañeros jesuitas que comenzarían su misión en América:

Debía buscar misioneros y tuvo éxito por la actuación de los que consiguió. Alcanzó a juntar treinta y tres en Europa y eran de Flandes, Milán, Génova, Nápoles, Sicilia, Cerdeña, España y seis más que se le agregaron en América.
Walter Hanisch

Viñas y compañía desembarcarían en Buenos Aires a finales de agosto de ese mismo año, tras sobrevivir a un viaje lleno de privaciones y tormentas, donde permanecerían hasta el 24 de noviembre; llegando finalmente a Santiago en febrero de 1699. Sus acciones tras el regreso a Chile son descritas de las siguientes maneras:

Vuelto á Chile con la lucida y numerosa misión que había reunido en Europa, fué dos veces rector del Colegio Máximo, algunos años catedrático de teología y al mismo tiempo examinador sinodal. A más de esto, predicaba frecuentemente, con voz viva y expresiones elocuentes, que movían y convencían á su auditorio. Muchos de sus sermones se imprimieron; y aunque se resienten de los defectos de su siglo, tienen bastante mérito, por su vasta erudición sagrada y profana; y en aquel tiempo eran muy apreciados.
Francisco Enrich

En 1700 se abrió en Chillán un Colegio de Caciques. (…) La idea de dominar a los araucanos por medió de la enseñanza se encuentra en memoriales jesuitas de la mitad del siglo XVI. Y este mismo proyecto fue tramitado en Europa por el P. Miguel de Viñas hasta conseguirlo.
Walter Hanisch

Miguel de Viñas junto al recién llegado Juan José Guillermo que trajo en su misión, debieron volver a cruzar la cordillera acompañando al obispo de la Puebla González en la prosecución de su visita trasandina. La importante ausencia de Viñas postergó la siguiente Congregación provincial chilena hasta agosto de 1700.
Víctor Rondón

El año 1701 manda una carta a Quirós, a propósito de la polémica con los dominicos en torno a las universidades, que se ha preservado. En 1704 le publican en Lima una oración fúnebre que predicó por su amigo el obispo de Santiago Francisco de la Puebla Gonzáles, de quien había sido confesor y quien en el pasado “le hizo examinador sinodal del obispado”.
Roberto Marconi

Ya en su senectud, se publicarían en Génova sus tres tomos de la Philosophia Scholastica (1709). El año 1718, el 14 de abril, moriría a los 75 años de edad, en Santiago.

## Perfil personal

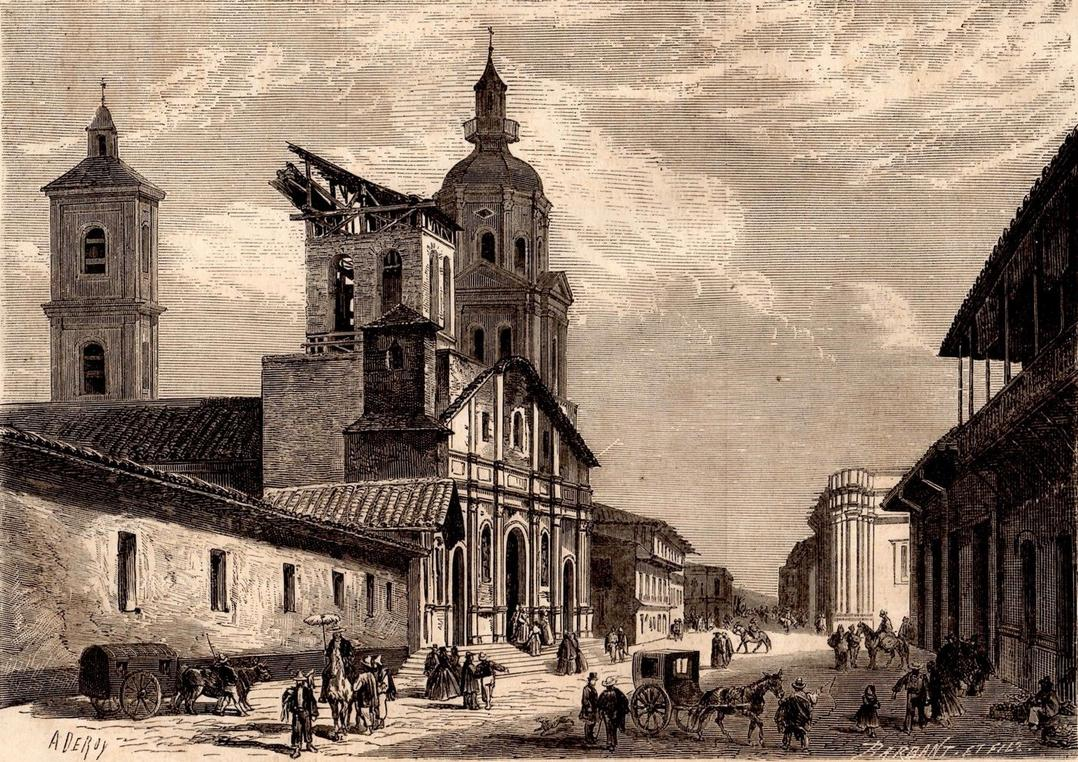
El Colegio Máximo de Santiago funcionó entre 1625 y 1767 (125 años), regentada por la Compañía de Jesús hasta su expulsión del país.

A menudo se destaca su labor como maestro: “su ocupación principal fue la enseñanza de la Filosofía y de la Teología y los cargos de gobierno. Fue tres veces Rector del Colegio Máximo, una del Noviciado y dos años Viceprovincial”.
Gozó de gran prestigio a lo largo de su vida, como señalan algunos testimonios: “un canónigo de la iglesia metropolitana, don Francisco Hurtado de Mendoza, resumiendo de una manera expresiva las consideraciones de que el padre Viñas gozaba en Chile, decía que era persona tan conocida que sólo su nombre era digno elogio suyo”.
En cuanto a su actividad pastoral, Viñas es responsable de introducir en Chile las Escuelas de Cristo, las cuales conoció en Perú. Las actividades que en ellas consistían “en la reunión de adultos una vez por semana para escuchar y meditar pláticas impartidas por eclesiásticos capacitados para ello”. La Relación autobiografía de la monja chilena Úrsula Suárez lo identifica como su confesor.

## Influencia e importancia de su obra

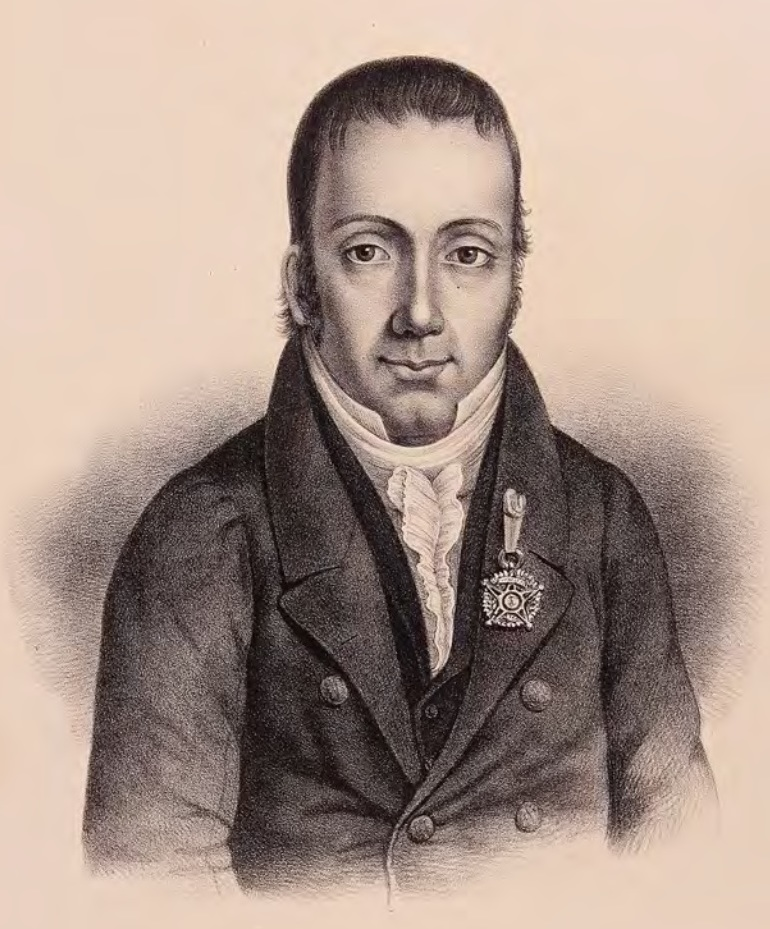
Juan Egaña destacó por la formación filosófica y teológica presente en sus escritos, y fue uno de los más prestigiosos ideólogos de la Independencia de Chile, redactando la Constitución de dicho país en 1823.

La obra y docencia de Viñas alcanzó a tener influencia en su entorno. Dietrich Lorenz, estudiando al filósofo jesuita chileno Agustín Narbarte, señala que “en el manuscrito que contiene su comentario [a la Metafísica de Aristóteles] nos encontramos que cita a Miguel de Viñas”.
Su presencia también es rastreable en las obras Philosophia Scholastica (1707) y Disputationes in sex Aristotelis Libros Physicorum (1727), ambos de autoría anónima. A partir de esto, resulta natural "inferir que la Viñas gozó de gran autoridad entre los filósofos jesuitas coloniales chilenos después de su muerte".
Su influencia también ha sido reconocida en los trabajos del filósofo ecléctico chileno Juan Egaña: “Egaña presenta un conjunto de términos y axiomas escolásticos, siguiendo muy de cerca el modo como el sacerdote jesuita Miguel de Viñas lo hace en su obra Philosophia Scholastica”.
Por fuera del ámbito chileno, Viñas no es muy conocido, pero las escasas menciones de su figura son destacadas, al punto de llegar a ser considerado "el último exponente de la filosofía hispánica colonial". Además, tiene el mérito de ser el único jesuita que publicó una obra de filosofía en el período colonial chileno.

## Obras
- Philosophia Scolástica, Génova, Imp. de Antonio Casamare, 1709, 3 vols.
- Oración Fúnebre, panegírica y moral, en las exequias del sapientísimo doctor e Ilustrísimo señor D. Francisco de la Puebla y González, del Consejo de Su Majestad, meritísimo Obispo de la Iglesia Catedral de Santiago, cabeza del Reyno de Chile, Lima, Imp. Real de José de Contreras y Alvarado, 1704.

De resto, también existen manuscritos inéditos, su diario de viaje, y cartas.